# Freycinetia
Freycinetia là một chi thực vật có hoa trong họ Pandanaceae.

## Các loài
- Freycinetia arborea Gaudich.
- Freycinetia auriculata Merr.
- Freycinetia banksii A.Cunn.
- Freycinetia cumingiana Gaudich.
- Freycinetia maxima Merr.
- Freycinetia mariannensis Merr.
- Freycinetia multiflora Merr.
- Freycinetia ponapensis Martelli
- Freycinetia storckii Seem.
- Freycinetia urvilleana Hombr. & Jacq. = Freycinetia milnei Seem.